# أدريان أركاند

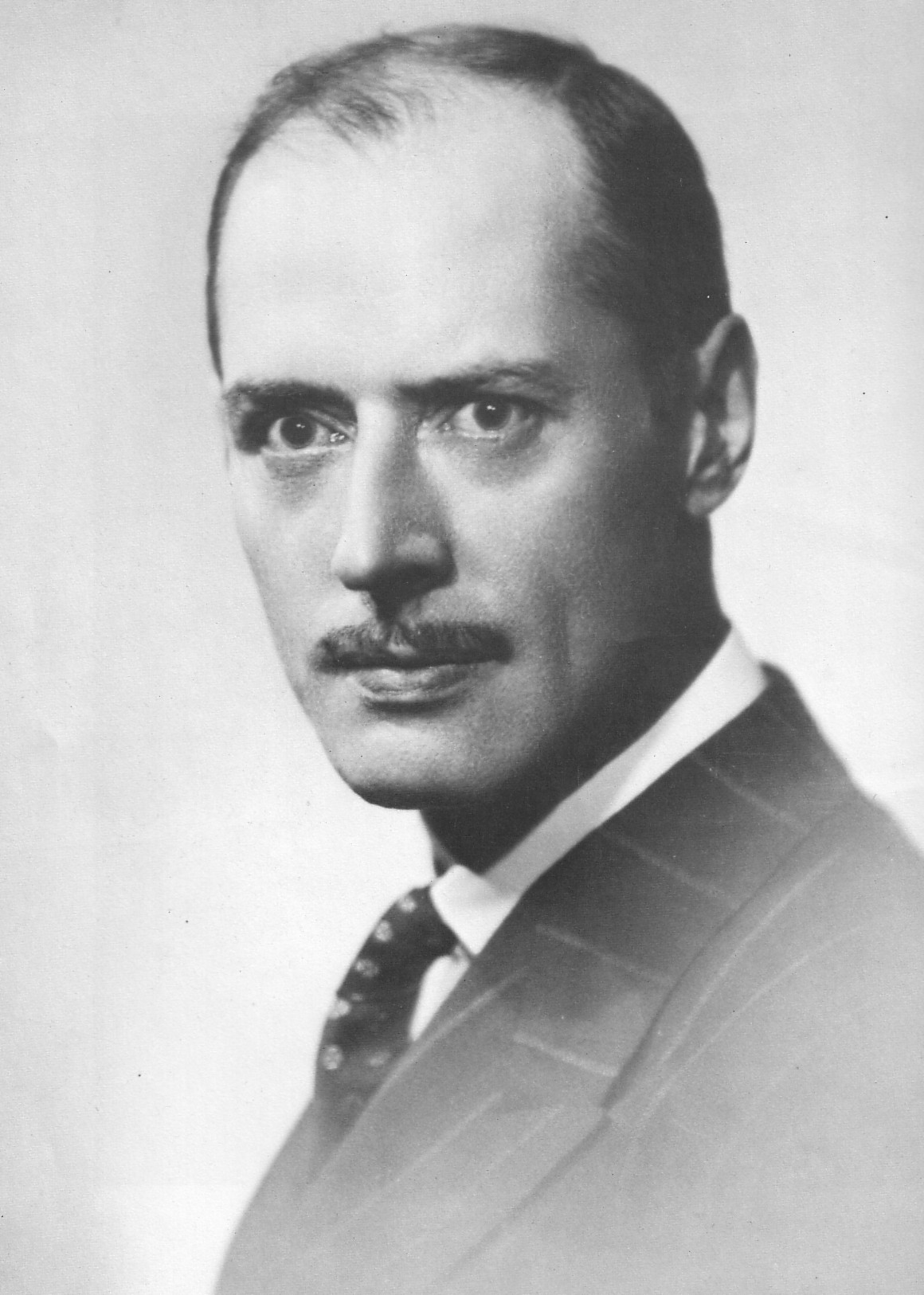
أدريان أركاند في عام 1933.

أدريان أركاند (3 أكتوبر 1899 - 1 أغسطس 1967) كان صحفيًا كنديًا قاد سلسلة من الحركات السياسية الفاشية بين 1929 ووفاته في عام 1967. خلال حياته السياسية، أعلن نفسه الفوهرر الكندي.
تم اعتقاله من قبل الحكومة الفيدرالية لمدة الحرب العالمية الثانية بموجب لوائح الدفاع عن كندا.

## سيرة شخصية
كان Arcand ابن ماري آن (Mathieu) وNarcisse-Joseph-Philias Arcand، الذي كان نجارًا وزعيماً للنقابة. وهو أيضًا ابن عم بعيد لمخرج الفيلم، دينيس أركاند.

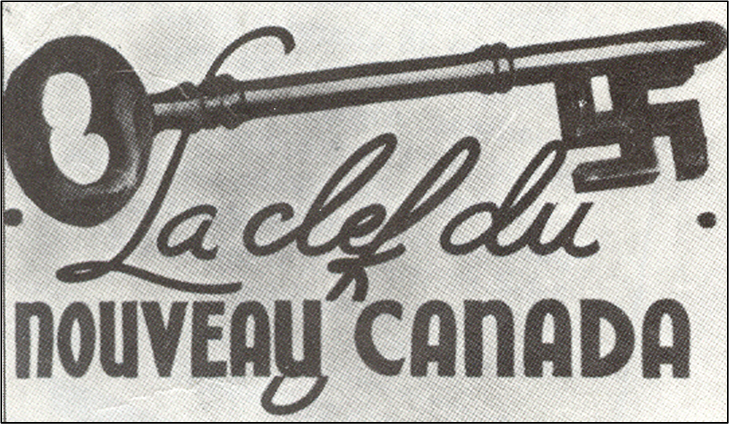
بطاقة بريدية تستخدمها حركة أركاند

في 30 مايو 1940، قُبض عليه في مونتريال بتهمة «التخطيط للإطاحة بالدولة» واحتُجز طوال مدة الحرب كتهديد أمني. تم حظر حزبه، الذي كان يسمى حزب الوحدة الوطنية. في معسكر الاعتقال، جلس على العرش الذي بناه سجناء آخرون وتحدث عن كيفية حكم كندا عندما سيغزوها هتلر.
لم يتردد أبداً في إيمانه بأدولف هتلر، وفي الستينيات من القرن الماضي، كان مرشدًا لإرنست زوندل، الذي أصبح منكرًا بارزًا للمحرقة النازية ودعاية النازيين الجدد في الجزء الأخير من القرن العشرين.
في 14 نوفمبر 1965، ألقى خطابا أمام حشد من 650 من الحزبيين من جميع أنحاء كندا في مركز بول ساوفي في مونتريال الذي كان يرتدي لافتات زرقاء وشعارات من حزب الوحدة الوطنية. انتهز هذه المناسبة ليشكر العضو الليبرالي المنتخب حديثًا في ماونت رويال، وبيير ترودو، وزعيم المحافظين السابقين جورج درو، على التحدث في دفاعه عندما تم اعتقاله. ومع ذلك، نفى ترودو ودرو أنهم دافعوا عن آركاند أو عن آرائه، وأصروا على أنهم كانوا يدافعون في الواقع عن مبدأ حرية التعبير حتى بالنسبة للفاشيين.
وكان من بين الحاضرين في التجمع جان جودوين، مرشح المحافظين التقدمي في الانتخابات الفيدرالية لعام 1965 وجيل كاويت، عضو حزب الائتمانات الاجتماعية المستقبلي في كندا.